# Højslev (plaats)
Højslev is een plaats in de Deense regio Midden-Jutland, gemeente Skive. De plaats telt 239 inwoners (2008).

## Geboren
- Mathilde Rasmussen (2002), voetbalster